# Stylophot

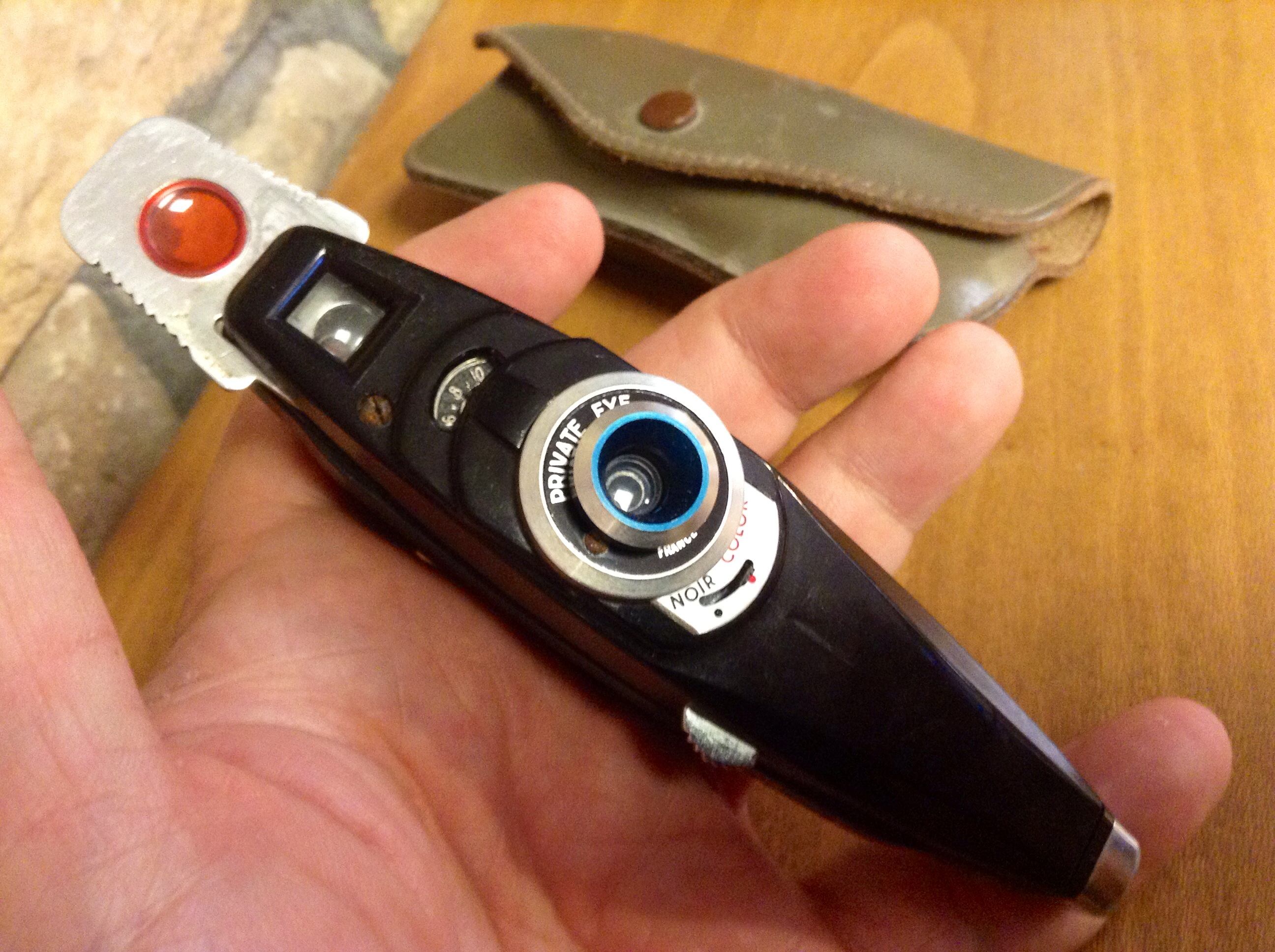
Stilophot, modello "private eye"

La Stilophot o stylophot è una fotocamera subminiatura di tipo spycam brevettata nel 1955 da Fritz Kaftanski, di forma e dimensioni somiglianti a una penna stilografica.
Fu prodotta in quattro modelli con corpo in bachelite dalla francese SÉCAM:
- Solid Slide
- Standard con f 6,3[2]
- Private Eye
- Luxe o Deluxe con f 3,5[2]

Uno schermo rosso, visibile nel mirino ottico, deve essere estratto fuori per caricare l'otturatore e per liberare il così il mirino per il puntamento.
Utilizza una pellicola a bobina di formato 16 mm perforata che produce 18 foto quadrate di 10 x 10 cm.
Possiede la standard, un obbiettivo 1: 6,3 di 27 mm a 2 elementi; con tre aperture di diaframma: 6.3, 8 e 11, mentre la deluxe ha 6 diaframmi da 3,5 a 11.
L'otturatore è centrale con una sola velocità 1/50 per la standard e 1/75 per la deluxe. 
Come una comune penna stilografica è munita di clip per la tasca.
Pesa 82g e costava nel 1959 49,64 franchi la standard e 148,92 la deluxe.
Un dispositivo brevettato: lo Stéréophot, permetteva la visione stereoscopica utilizzando due fotocamere in coppia; il modello deluxe poteva montare un flash rectablix.

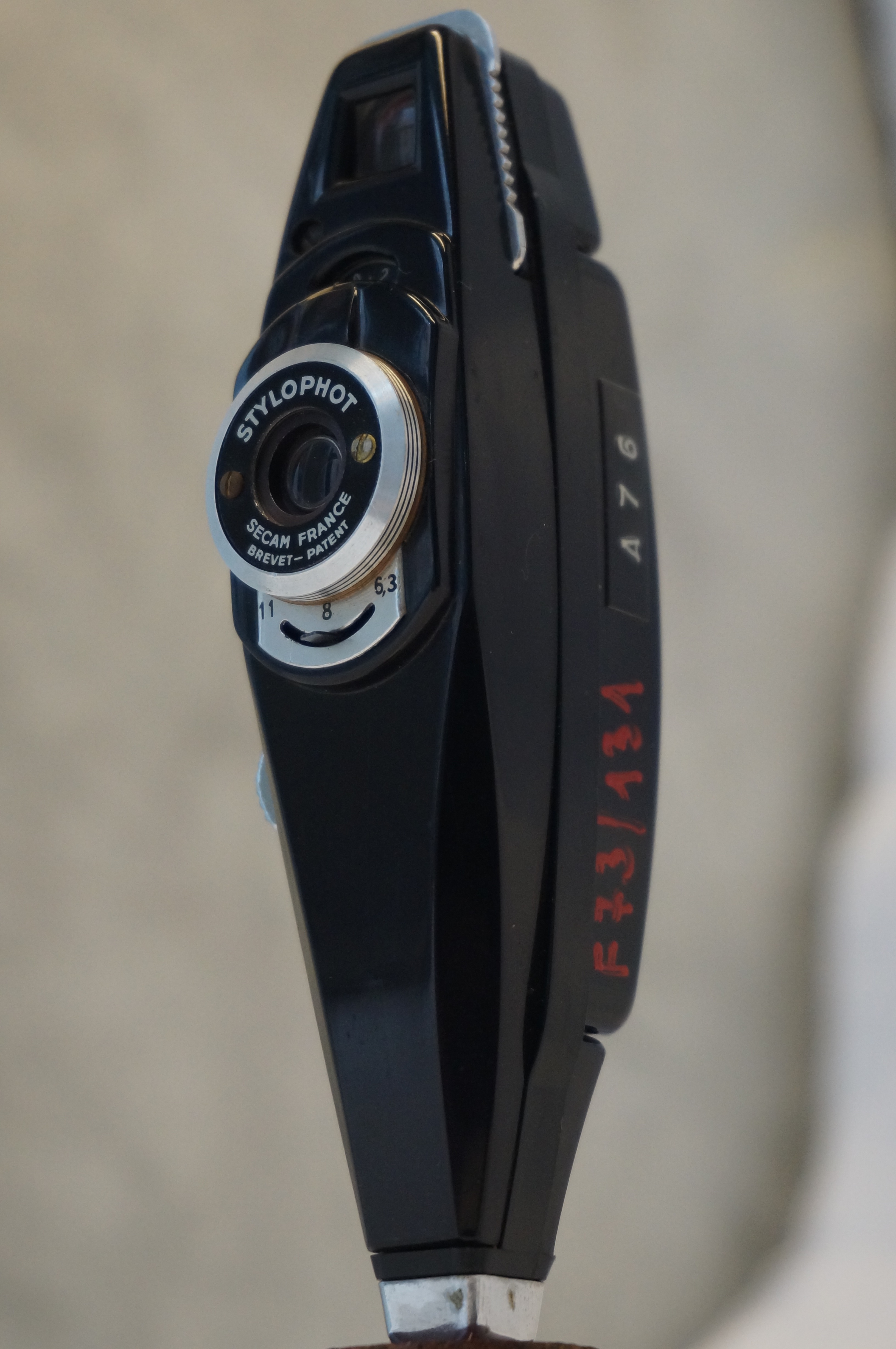
Stylophot subminiature viewfinder camera produced in 1955 by Secam.